# Vlci Žilina
Pour l'équipe de football, voir MŠK Žilina.
Le Vlci Žilina est un club professionnel de hockey sur glace de la ville de Žilina en Slovaquie. L'équipe évolue en 1. liga, la 2e division slovaque.
L'équipe a remporté le titre de champion d'Extraliga (1re division) en 2006.

## Histoire

### Historique
Créée en 1925 sous le nom de ŠK Žilina, l'équipe a évolué jusqu'en 1993 dans les divisions inférieures du championnat de Tchécoslovaquie de hockey sur glace. À la suite de la partition de la Tchécoslovaquie, l'équipe rejoint la deuxième division slovaque, puis l'Extraliga en 2001.
Le classement de l'équipe au cours des saisons est le suivant :
- 2001-02 - 8e place
- 2002-03 - 8e place
- 2003-04 - 5e place
- 2004-05 - 6e place
- 2005-06 - 1re place
- 2006-07 - 10e place (dernière place du championnat)
- 2008-09 - 9e place
- 2009-10 - 10e place
- 2010-11 - 10e place
- 2011-12 - 6e place
- 2012-13 - 9e place

Championne en 2006, l'équipe participe donc à la Coupe d'Europe des clubs champions 2007.

### Le nom du club
Le club a porté les différents noms suivants :
- Športový klub Žilina
- Sokol Slovena Žilina
- Iskra Slovena Žilina
- Dynamo Žilina
- Jednota Žilina
- ZVL Žilina
- Drevoindustria Žilina
- Tatran Žilina
- Hokejový klub Žilina
- VTJ Žilina Hokejový
- Klub polície Žilina
- MsHK KP Žilina
- MsHK Žilina a.s.